# Stepne, Kindrativka
Stepne (în ucraineană Степне) este un sat în comuna Kindrativka din raionul Sumî, regiunea Sumî, Ucraina.

## Demografie
Componența lingvistică a localității Stepne
     Ucraineană (97,22%)
     Rusă (2,78%)
Conform recensământului din 2001, majoritatea populației localității Stepne era vorbitoare de ucraineană (97,22%), existând în minoritate și vorbitori de rusă (2,78%).